# Tehnici de atac în wrestling
Tehnicile de atac în wrestling, conform kayfabe-ului, sunt folosite de cele mai multe ori pentru punerea la podea a adversarului și aplicarea unei manevre de submission, sau pregătirea acestuia pentru o aruncare.
Există o mare varietate de tehnici de atac în wrestling, majoritatea lor fiind cunoscute sub mai multe denumiri. Acest lucru se datorează faptului că mulți dintre wrestlerii care le folosesc le redenumesc, transformându-le astfel în manevre caracteristice. Uneori, aceste manevre devin foarte populare și sunt folosite cu noul nume, indiferent de wrestlerul care le execută.
Wrestlingul conține o mare varietate de manevre de atac care se regăsesc atât în artele marțiale cât și în alte sporturi de contact. Multe dintre tehnicile prezentate în acest articol pot fi efectuate și de la o anumită înălțime, caz în care vorbim de folosirea unor tehnici aeriene.
Articolul prezintă o listă de tehnici de atac în wrestling, folosind numele de bază al fiecărei manevre. De reținut este faptul că multe din tehnicile prezentate în articol sunt interzise a fi folosite în luptele greco-romane.